# Holme Hale
Holme Hale is een civil parish in het bestuurlijke gebied Breckland, in het Engelse graafschap Norfolk met 494 inwoners.